# Soazza
Soazza (antiguamente en alemán Sowaz) es una comuna suiza del cantón de los Grisones, situada en la región de Moesa. Limita al norte con la comuna de Mesocco, al este con San Giacomo Filippo (ITA-SO) y Menarola (ITA-SO), al sur con Lostallo, al suroeste con Cauco, y al oeste con Rossa.